# 렌즈콩
렌즈콩(학명: Lens culinaris) 또는 렌틸콩(영어: lentil bean)은 유럽 남부, 지중해 연안이 원산지인 일년생 콩과 식물이다. 렌틸콩은 단백질이 풍부하여 예부터 주요 식량으로 중요했던 식물이다. 유럽, 아시아, 북아프리카에서 널리 재배되지만 서반구에서는 자라지 않는다. 렌틸콩의 기원에 대해서는 잘 알려져 있지 않다. 씨는 주로 수프로 이용되고, 식물체는 사료용으로 사용된다. 단백질, 비타민 B, 철, 인의 중요한 공급원이다. 렌틸콩은 약 키가 약 40cm정도로 자라며 씨앗은 콩깍지 안에 있으며 보통 한 깍지에 두 개의 씨앗이 들어있다.

## 어원
'렌즈'라는 이름은 라틴어 ‘렌스(lens)’에서 왔다. 라틴어 ‘렌스’는 본래 렌즈콩을 부르는 이름으로, 나중에는 렌즈에도 그 생김새가 렌즈콩과 비슷하다 하여 이 이름이 붙었다. ‘렌틸(lentil)’이란 이름 역시 거슬러 올라가면 라틴어 ‘렌스(lens)’의 지소사 ‘렌티쿨라(lenticula)’에서 왔다.
구약성경에 있는 히브리어 낱말 עֲדָשָׁה adashá도 렌즈콩을 뜻하는 단어인데, 한국어로 번역되면서 ‘팥’, ‘불콩’ 등으로 옮겨졌다.

## 영양적 요소
단백질이 풍부하고 칼슘이 많으며 비타민 A 비타민 B ,철분 황이 풍부하다. 섬유질도 풍부, 아연도 많고, 엽산 등 항산화제도 있다.

## 지역
렌틸콩은 주로 인도, 방글라데시, 파키스탄, 이집트, 이탈리아, 그리고 지중해 연안의 국가들과, 북아메리카 지역에서 자란다. 또한 스페인의 대서양 해안이나, 모로코에서도 재배된다.

## 조건
렌틸콩은 주로 건조한 지역에서 자란다. 주로 고온 건조한 지역에 분포해있고 한랭 건조 지역에서도 재배된다. 최근 영하 12도~30도의 추운 지역에서의 재배도 성공했다.
렌틸콩은 물이 잘 빠지고 유기물이 풍부한 중성 토질의 땅에서 잘 자라며, 다소 척박한 땅에서도 잘 자라는 편이다. 파종은 5월 초에 하는 것이 가장 좋으며 수확까지는 80~110일정도 걸린다.

## 역사
그 기원은 알 수 없으나, 고대 문명의 주식이었다. 아프리카 열대지역이 원산지로 알려져있다. 고대의 렌즈콩은 수확과 보관이 쉬워서 널리 섭취되었다. 특히 고대 그리스의 농부들은 이를 주식으로 먹을 정도로 다양하게 섭취되었다.

## 같이 보기
- 달 (음식)
- 렌즈콩 수프
- 무잣다라